# Küllikki (keresztnév)
A Küllikki finn eredetű női név, a 19. század végén alkották meg a kyllä szóból, aminek a jelentése: bőség.

## Gyakorisága
Az 1990-es években szórványos név, a 2000-es években nem szerepel a 100 leggyakoribb női név között.

## Névnapok
- december 8.[2]